# Aeroport de Zúric
L'Aeroport de Zuric (codi IATA: ZRH, codi OACI: LSZH) (en alemany: Flughafen Zürich) o també conegut com a Aeroport de Kloten és el principal aeroport de Suïssa i dona servei a la ciutat de Zúric. Es troba localitzat al cantó de Zúric, dividit entre els municipis de Kloten, Rümlang, Oberglatt, Winkel i Opfikon. És el principal punt d'entrada de tràfic internacional de Suïssa i centre de connexions de Swiss International Air Lines. L'any 2010, va gestionar 22.878.251 passatgers, i esdevingué el dotzè aeroport més transitat d'Europa per volum de tràfic de passatgers.
L'any 2003, l'aeroport de Zuric va completar un important projecte d'expansió en el qual es va construir un nou aparcament, una nova terminal i un tren automatitzat soterrat per al transport de passatgers entre la terminal original i la nova terminal. El novembre de 2008, Unique Company va anunciar una completa renovació de l'antiga estructura d'accés a les aeronaus 'B'. L'edifici terminal 'E' està connectat al principal edifici terminal a través d'un tren soterrani automatitzat anomenat Skymetro. L'aeroport també disposa d'estació de tren pròpia i ofereix serveis principalment a l'Estació Central de Zuric i a altres poblacions de Suïssa.

## Aerolínies i destinacions
| Aerolínies                                       | Destinacions |
| ------------------------------------------------ | --- |
| Adria Airways                                    | Ljubljana |
| Aer Lingus                                       | Dublín |
| Aeroflot                                         | Moscou-Sheremetyevo |
| AirBaltic                                        | Riga |
| Air Canada                                       | Toronto-Pearson |
| Air Malta                                        | Malta |
| Air France operat per CityJet                    | París-Charles de Gaulle |
| American Airlines                                | Nova York-JFK |
| Armavia                                          | Yerevan |
| Austrian Airlines                                | Viena |
| Austrian operat per Tyrolean Airways             | Viena |
| Blue Islands                                     | Guernsey, Jersey, Southampton |
| BMI Regional                                     | Edinburgh |
| British Airways                                  | Londres-Heathrow |
| British Airways operated by BA CityFlyer         | Londres-City |
| Bulgaria Air                                     | Sofia |
| Cirrus Airlines                                  | Dresden, Salzburg |
| City Airline                                     | Gothenburg-Landvetter |
| Croatia Airlines                                 | Zagreb de temporada: Dubrovnik, Split, Zadar |
| Cyprus Airways                                   | Larnaca |
| Czech Airlines                                   | Praga |
| Delta Air Lines                                  | Atlanta de temporada: Nova York-JFK |
| EasyJet                                          | Londres-Gatwick, Londres-Luton, Manchester |
| Edelweiss Air                                    | Agadir, Antalya, Arrecife, Burgas, Cagliari, Cancun, Casablanca, Colombo, Corfu, Djerba, Fortaleza, Fuerteventura, Goa, Heraklion, Holguin, Hurghada, Eivissa, Jerez de la Frontera, Kos, Larnaca, Las Palmas de Gran Canaria, Lesbos, Luxor, Male, Marrakech, Marsa Alam, Mersa Matruh, Menorca, Mombasa, Mykonos, Olbia, Palma, Phuket, Pristina, Puerto Plata, Punta Cana, Rhodes, Salvador da Bahia, Samos, Santorini, Sharm el-Sheikh, Skopje, Split, Tenerife-Sud, Varadero, Varna, Zakynthos, Zanzibar de temporada: Anchorage, Pequín-Capital, Calgary, Cape Town, Faro, Kittilä, Orlando, Vancouver, Whitehorse |
| El Al                                            | Tel-Aviv |
| Emirates                                         | Dubai |
| Finnair                                          | Hèlsinki |
| Free Bird Airlines                               | Antalya |
| Germanwings                                      | Colònia/Bonn |
| Hainan Airlines                                  | Pequín-Capital |
| Hello                                            | Antalya, Burgas, Corfu, Djerba, Heraklion, Hurghada, Kos, Marsa Alam, Monastir, Mykonos, Palma, Pristina, Rhodes, Santorini, Sharm el-Sheikh, Umeå, Varna, Zakynthos |
| Helvetic Airways                                 | Bari, Brindisi, Cardiff, Lamezia Terme, Ohrid, Olbia, Pula, Rijeka, Skopje de temporada: Rostock-Laage, Shannon |
| Iberia                                           | Madrid |
| InterSky                                         | Elba |
| KLM                                              | Amsterdam |
| Korean Air                                       | Seül-Incheon |
| LOT Polish Airlines                              | Varsòvia |
| Lufthansa                                        | Düsseldorf, Frankfurt, Hamburg, Munic |
| Lufthansa Regional operat per Augsburg Airways   | Munic |
| Lufthansa Regional operat per Eurowings          | Düsseldorf |
| Lufthansa Regional operat per Lufthansa Cityline | Düsseldorf, Stuttgart, Munic |
| Montenegro Airlines                              | Podgorica |
| OLT                                              | Bremen de temporada: Heringsdorf |
| Pegasus Airlines                                 | Antalya, Istanbul-Sabiha Gökçen |
| Pegasus operat per IZair                         | Izmir |
| Qatar Airways                                    | Doha |
| Robin Hood Aviation                              | Graz, Linz |
| Royal Air Maroc                                  | Casablanca |
| Royal Jordanian                                  | Amman-Queen Alia |
| Scandinavian Airlines                            | Copenhagen, Oslo-Gardermoen, Estocolm-Arlanda |
| Singapore Airlines                               | Singapur |
| Sky Airlines                                     | Antalya |
| SriLankan Airlines                               | Malé, Colombo |
| SunExpress                                       | Antalya, Izmir |
| Swiss International Air Lines                    | Amsterdam, Atenes, Bangkok-Suvarnabhumi, Barcelona, Belgrad, Berlín-Tegel, Boston, Bremen, Brussel·les, Bucarest-Henri Coandă, El Caire, Chicago-O'Hare, Copenhagen, Dar es Salaam, Delhi, Douala, Dubai, Dublín, Düsseldorf, Frankfurt, Ginebra, Hamburg, Hanover, Hong Kong, Istanbul-Atatürk, Johannesburg, Lisboa, Londres-Heathrow, Los Angeles, Madrid, Màlaga, Manchester, Miami, Milà-Malpensa, Montréal-Trudeau, Moscou-Domodedovo, Mumbai, Muscat, Nairobi, Nova York-JFK, Niça, Oslo-Gardermoen, Palma, París-Charles de Gaulle, Roma-Fiumicino, St Petersburg, São Paulo-Guarulhos, San Francisco, Xangai-Pudong, Estocolm-Arlanda, Sofia, Tel-Aviv, Thessaloniki, Tòquio-Narita, València, Viena, Yaoundé de temporada: Gdańsk, Heringsdorf |
| Swiss operat per Contact Air                     | Praga, Stuttgart, Varsòvia |
| Swiss                                            | Lugano |
| Swiss operat per Helvetic Airways                | Birmingham, Belgrad, Budapest, Lió, Milà-Malpensa |
| Swiss operat per PrivatAir                       | Newark |
| Swiss operat per Swiss European Air Lines        | Basilea/Mulhouse, Brussels, Düsseldorf, Florence, Frankfurt, Ginebra, Hanover, Londres-City, Luxemburg, Lió, Milà-Malpensa, Múnic, Niça, Nuremberg, Sofia, Stuttgart, Venècia-Marco Polo |
| TAP Portugal                                     | Lisboa, Porto |
| Thai Airways International                       | Bangkok-Suvarnabhumi |
| Tunisair                                         | Djerba, Enfidha, Tunis |
| Turkish Airlines                                 | Istanbul-Atatürk |
| Ukraine International                            | Kiev-Boryspil |
| United Airlines                                  | Newark, Washington-Dulles |
| Vueling Airlines                                 | Amsterdam, Barcelona, Santiago de Compostel·la |